# Anthophora hortensis
Anthophora hortensis är en biart som beskrevs av Morawitz 1886. Anthophora hortensis ingår i släktet pälsbin, och familjen långtungebin. Inga underarter finns listade i Catalogue of Life.